# Haloragis hamata
Haloragis hamata är en slingeväxtart som beskrevs av Anthony Edward Orchard. Haloragis hamata ingår i släktet Haloragis och familjen slingeväxter. Inga underarter finns listade i Catalogue of Life.